# Noctua nigra
Noctua nigra är en fjärilsart som beskrevs av Pieszczek 1908. Noctua nigra ingår i släktet Noctua och familjen nattflyn. Inga underarter finns listade i Catalogue of Life.